# Martin Steuble
Martin Steuble, né le 9 juin 1988 à Schlieren à Zurich, est un footballeur international philippin originaire de Suisse, évoluant au poste de milieu de terrain avec le Ceres FC.

## Biographie
Sans club, Steuble est recruté par le Sporting Kansas City et rejoint la MLS le 16 juillet 2014.

## Palmarès
vierge